# Rio Real (Portugal)
O rio Real é um rio português, com cerca de 33 kms de extensão, que nasce no alto da Serra do Montejunto a uma altitude de 600 metros, na encosta oeste da serra, freguesia das lamas e cercal no concelho do Cadaval, o primeiro lugar que atravessa é Pragança. Depois segue por Ventosa e na ponte da Baleeira encontra-se com a ribeira do Vilar. Segue para a Pêro Moniz e na várzea da Adão Lobo entra no concelho do Bombarral. Passa a vila do Bombarral, onde recebe as águas do rio Bogota. Segue ao longo da linha férrea do Oeste passando por Paúl, e depois de passar o vale entre a Roliça e S. Mamede entra no concelho de Óbidos e recebe as águas do rio Galvão. Segue para o Sobral da Lagoa e no Arelho junta-se ao rio Arnóia para logo a seguir desaguarem ambos na Lagoa de Óbidos.
Na sua bacia, na ribeira de Santo António afluente do rio Bogota, foi feita uma barragem para aproveitamento agrícola: a barragem da Sobrena.